# Curtin Springs
Curtin Springs, anciennement Mount Conner Station, est une propriété pastorale fonctionnant comme une station d'élevage de bétail (Cattle station) dans la région d'Alice Springs, dans le Territoire du Nord de l'Australie.

## Géographie
Occupant une superficie de 416 400 hectares (1 028 947 acre), la station d'élevage de bétail et le relais routier sont situés sur l'autoroute Lasseter, 85 kilomètres (53 mi) à l'est de Yulara et du parc national d'Uluru-Kata Tjuta.
La propriété partage une limite avec les baux pastoraux d'Angas Downs au nord-ouest, de Lyndavale au sud-est et de Mulga Park au sud. Il jouxte également le Katiti Aboriginal Land Trust à l'ouest.

### Climat
Curtin Springs a un climat désertique chaud (Köppen : BWh), avec des étés très chauds et des hivers doux. Les précipitations sont faibles et irrégulières tout au long de l’année, et se produisent principalement pendant l’été.

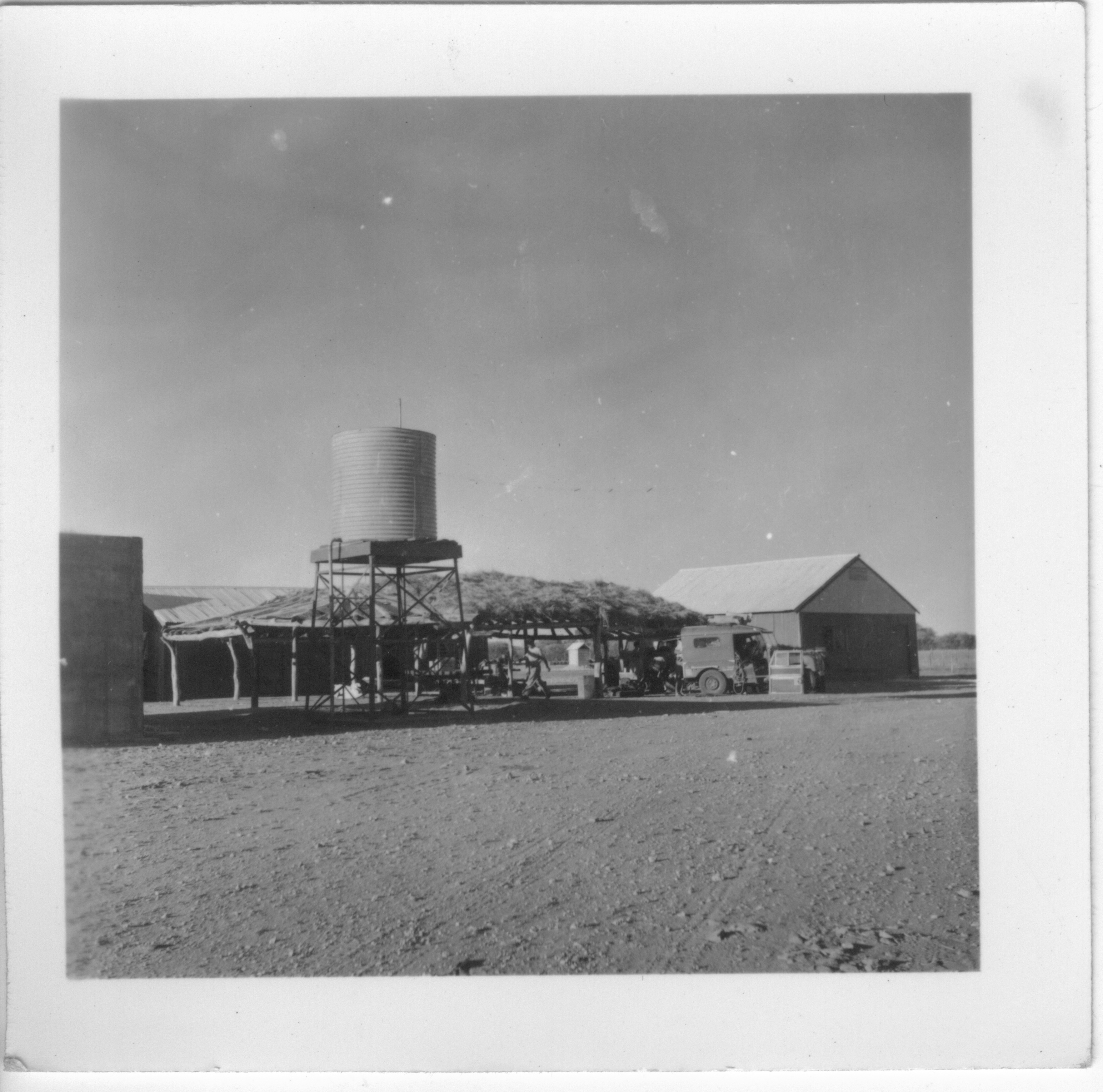
Curtin Springs Station dans les années 1960.

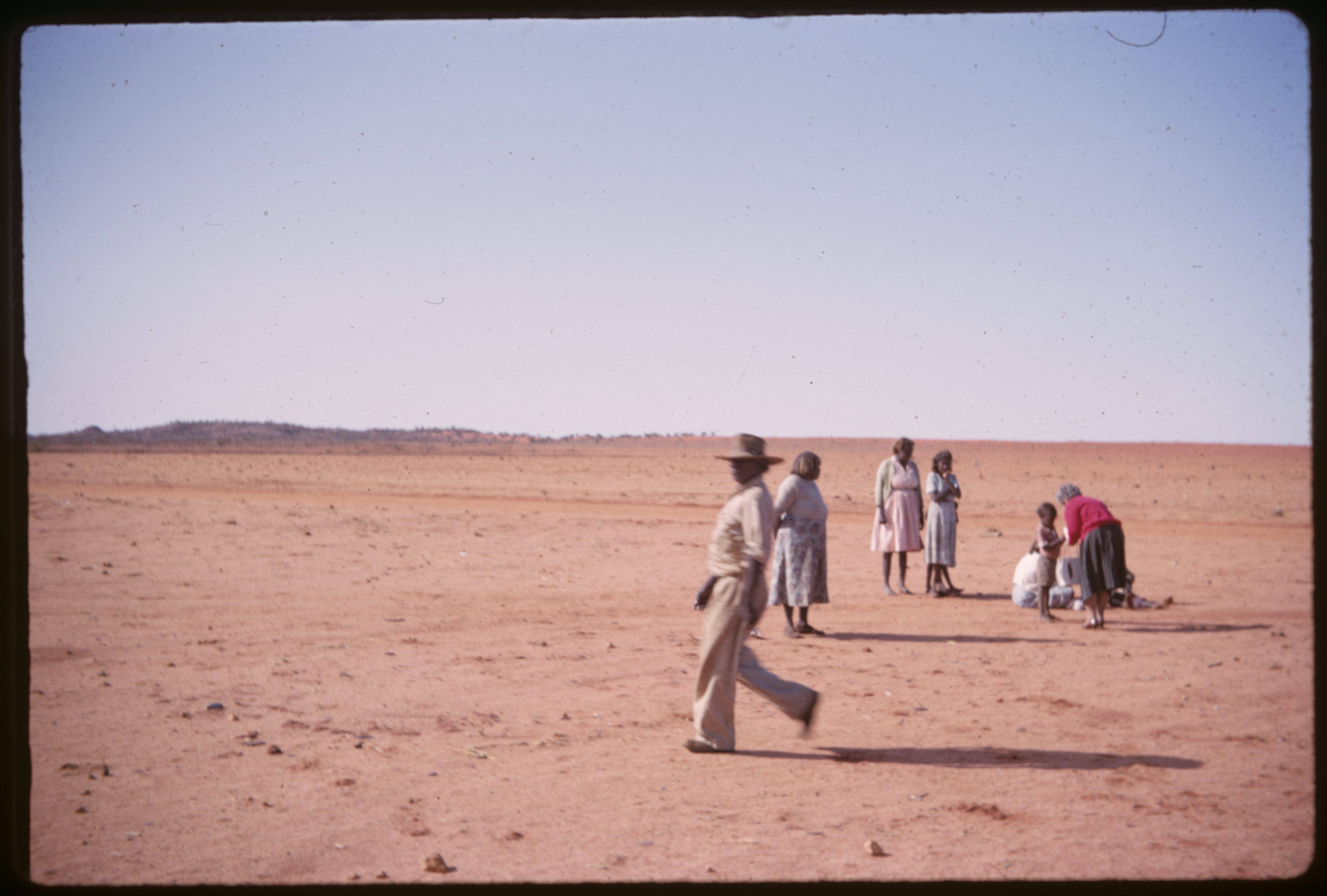
Les aborigènes à Curtin Springs en 1962 pendant une période de sécheresse.

### XXesiècle
La station est d'abord connue sous le nom de Mount Conner Station (d'après Mount Conner) dans les années 1930, lorsqu'elle fut reprise pour la première fois par Paddy DeConlay comme station d'élevage de moutons.
Abraham Andrews loue Mount Conner Station en 1940 et le nomme Curtin Springs Station en l'honneur de John Curtin.
En 1956, Peter et Dawn Severin reprirent le bail pastoral, arrivant avec un jeune fils et 1 500 têtes de bétail. La station comptait alors environ 500 milles carré (1 300 km2).
Peter Severin avait auparavant travaillé comme chef éleveur dans une autre station d'élevage de bétail et avait reçu 1 400 têtes de bétail lorsqu'il a repris Curtin Springs pour la valeur des dettes.
Severin, sa femme et son jeune fils menaient une existence solitaire avec seulement six visiteurs la première année. La vie était difficile, la famille résidant sous un hangar en branches pendant les trois premières années.
En 1957, Len Tuit commence à organiser des voyages aller-retour d'Alice Springs à Uluru (alors Ayers Rock) et utilise Curtin Springs comme point de stockage du carburant et de l'eau nécessaires au voyage de retour. C'est le début du tourisme en Australie centrale. Bientôt, les Severin installent des réservoirs de carburant pour alimenter les circuits en bus qui partaient d'Alice Springs vers Uluru et fournissent de la nourriture et des boissons aux touristes à bord.
Plus tard, Severin a acquis une licence de vente d'alcool et a ouvert un pub qui est devenu plus tard une partie du restaurant. La licence de vente d'alcool de Curtin Springs a été contestée par de nombreux anciens aborigènes locaux et en particulier par le Conseil des femmes Ngaanyatjarra, Pitjantjatjara et Yankunytjatjara, car ils considèrent qu'elle a contribué à la violence liée à l'alcool et à d'autres problèmes sociaux dans les communautés aborigènes voisines telles que Mutitjulu, Imanpa et Pukatja (Ernabella). En 1988, plusieurs anciens intentent sans succès une action en nuisance contre Severin devant la Cour suprême du Territoire du Nord. La licence d'alcool détenue par Curtin Springs est soumise à des restrictions spéciales interdisant la fourniture d’alcool à tout aborigène des communautés environnantes et à toute personne soupçonnée de se rendre dans les communautés locales.

### XXIesiècle
En 2009, les bovins Murray Grey étaient de plus en plus utilisés pour améliorer le tempérament et la qualité du troupeau.

#### Feux de brousse de 2011 à 2022
En 2011, la région a été ravagée par les plus grands feux de brousse observés depuis les années 1970, soit environ 200 000 acres (80 937 ha) de la gare de Marqua a été incendiée. D'autres feux de brousse, déclenchés par la foudre, ont déclenché des incendies de brousse à la station en septembre 2012, et l'autoroute Lasseter a dû être fermée dans la région en raison du risque de fumée qui en résultait. D'autres incendies ont été déclenchés par des tempêtes sèches en octobre 2012 et ont continué à brûler dans des zones inaccessibles et où les vents violents rendaient le confinement trop difficile. La station a perdu plus de 250 000 acres (101 171 ha) de brousse, soit près d'un quart de ses pâturages, à la suite des incendies.

#### Titre autochtone
En avril 2023, une décision de la Cour fédérale s'est prononcée en faveur de la demande de titre autochtone déposée par Anangu sept ans plus tôt pour environ 10 000 km de terres pastorales louées qui comprennent les stations d'Erldunda, Lyndavale et Curtin Springs. Il s’agissait de la première reconnaissance de droits commerciaux en Australie centrale. La décision, rendue lors d'une réunion dans la communauté isolée d'Imanpa, a accordé aux propriétaires traditionnels le droit de chasser et d'effectuer des cérémonies sur ces terres, ainsi que d'être consultés sur leur utilisation.

## Description
La famille Severin gère un élevage conservateur de bovins afin de pouvoir gérer au mieux les catastrophes telles que les incendies et la sécheresse. L'eau pour la station et le bétail est fournie par pompage souterrain à l'aide de pompes diesel ou solaires et d'éoliennes. Les points d'abreuvement du bétail sont situés dans les cours afin qu'ils puissent être rassemblés passivement grâce à l'utilisation de dispositifs de captage d'eau.
Au fil des années, ils ont diversifié leur activité et ont commencé à proposer un hébergement et d’autres services aux touristes, notamment des visites guidées et une galerie d’art. En mars 2018, un programme d’artiste en résidence a débuté.
La station possède une collection d'oiseaux dans plusieurs volières autour de la propriété. Tous les oiseaux ont été sauvés après une blessure ou ont été élevés à partir d'animaux captifs afin qu'ils ne puissent pas être relâchés dans la nature.
Les visites locales comprennent des parties de la chaîne des lacs salés Amédée et du mont Conner, situé sur la propriété privée de la station Curtin Springs.